# Pedraza (municipalité)
Pour les articles homonymes, voir Pedraza.
La municipalité de Pedraza est l'une des 12 municipalités (municipios) qui composent l'État de Barinas au Venezuela et, selon le recensement de 2011 de l'Institut national de statistique du Venezuela, la municipalité a une population de 65 390 habitants. La ville de Ciudad Bolivia est le chef-lieu de la municipalité de Pedraza.

## Géographie

### Subdivisions
La municipalité est divisée en quatre paroisses civiles avec, chacune à sa tête, une capitale (entre parenthèses) : 
- Ciudad Bolivia (Ciudad Bolivia) ;
- Ignacio Briceño (Maporal) ;
- José Félix Ribas (Curbatí) ;
- Páez (San Rafael de Canaguá).